# فولکر بروخ
فولکر بروخ (آلمانی: Volker Bruch؛ زادهٔ ۹ مارس ۱۹۸۰) یک هنرپیشه اهل آلمان است.
از فیلم‌ها یا برنامه‌های تلویزیونی که وی در آن نقش داشته است می‌توان به کتاب‌خوان، گره بادر ماینهوف، نمایندگان زن، بارون قرمز و نسل جنگ اشاره کرد.